# Малосмілянка
Малосміля́нка — пасажирський залізничний зупинний пункт Шевченківської дирекції Одеської залізниці.
Розташований біля села Мала Смілянка Смілянський район Черкаської області на лінії Імені Тараса Шевченка — Помічна між станціями Імені Тараса Шевченка (6 км) та Сердюківка (16 км).
Станом на січень 2020 року щодня дві пари дизель-потягів прямують за напрямком Імені Тараса Шевченка — Помічна/Виска, проте не зупиняються.